# 柴田敏雄
柴田 敏雄（しばた としお、1949年 - ）は日本の写真家。東京都出身。

## 人物
大学院修了後に、ベルギー文部省より奨学金をうけ、同ゲント市の王立アカデミー写真科入学し写真を始める。その後、日本国内および海外でも個展を開くなど活動中である。

## 経歴
1949年 東京に生まれる
1968年 東京藝術大学美術学部絵画科油画専攻入学
1974年 東京藝術大学大学院美術研究科絵画専門課程油画専攻（修士課程）修了
1975年 ベルギー文部省より奨学金。同ゲント市、王立アカデミー写真科入学
1976年 ベルギー文部省より再度奨学金
1979年 帰国
1987年 東京綜合写真専門学校にて教示（2007年まで）
1988年 筑波大学専任講師（1991年まで）
1992年 第17回木村伊兵衛写真賞受賞

## 主要作品
写真集
『日本典型』 朝日新聞社 ISBN 402256508X 1992年
『VISIONS of JAPAN SHIBATA Toshio』  光琳社出版 ISBN 978-4771328051 1998年
『ランドスケープ 柴田敏雄』 旅行読売出版社 ISBN 978-4897522852 2008年
『a View』 Akio Nagasawa Publishing ISBN 978-4904883174 2009年
『For Grey』 Akio Nagasawa Publishing ISBN 978-4904883181 2009年

## 個展
- "ディオラマのように"　@ツァイト・フォトサロン/東京 1982年
- ランドスケープ 柴田敏雄展 東京都写真美術館 2008年

## 受賞歴
- 第17回木村伊兵衛賞（1992年）

## 関連事項
- 柴田敏雄ギャラリー 柴田敏雄:ギャラリー・アートアンリミテッド
- デジカメWatch 写真展ライブリポート ランドスケープ 柴田敏雄展